# Los Gatos
Los Gatos är en industristad i Santa Clara County, Kalifornien, USA. Befolkningen var 28 592 år 2000. Den är belägen i San Francisco Bay Area i det sydvästra hörnet av San Jose vid foten av Santa Cruz Mountains. Husen i området är oftast väldigt lyxiga och varierar från de hundra år gamla miljonvillorna i centrum till 10 - 20 miljoner dollar-villorna i bergen. Staden är känd för sitt lilla och gångvänliga centrum, med många affärer, flotta restauranger och blomstrande gemenskap. Den är också ett populärt resmål för att handla antika saker.